# 王可敏
王可敏（1949年—），山东海阳人，汉族，中华人民共和国政治人物、第十一届全国人民代表大会山东地区代表。
毕业于山西农学院园艺系果树专业。加入民建。担任山东省政府参事。2008年起担任全国人大代表。